# Pervaja Gruppa A 1964
L'edizione 1964 della Pervaja Gruppa A fu la 27ª del massimo campionato di calcio sovietico; fu vinto dalla Dinamo Tbilisi, giunto al suo primo titolo.
Per la prima volta fu necessario disputare uno spareggio per il titolo tra Dinamo Tbilisi (poi vincitrice) e Torpedo Mosca, che terminarono il campionato in testa a pari merito a 46 punti; per la seconda volta fu una squadra non russa a vincere e per la prima volta la "nazionalità" della formazione vincitrice fu georgiana.

## Stagione

### Novità
Le squadre scesero dalle venti della precedente stagione a 17: infatti le retrocesse Dinamo Leningrado, Lokomotiv Mosca, Ararat, Avangard Charkiv e Paxtakor furono solo parzialmente sostituite da Šinnik e Volga Gor'kij.

### Formula
Le 17 formazioni si incontrarono in gare di andata e ritorno per un totale di 34 turni e 32 partite per squadra; il sistema prevedeva due punti per la vittoria, uno per il pareggio e zero per la sconfitta.
Venivano retrocesse in Vtoraja Gruppa A al termine della stagione le ultime quattro classificate.

## Squadre partecipanti
| Squadra                  | Rosa     | Repubblica     | Città          | Stadio                               | Posizione 1963                        |
| ------------------------ | -------- | -------------- | -------------- | ------------------------------------ | ------------------------------------- |
| CSKA Mosca               | dettagli | RSFS Russa     | Mosca          | Stadio Centrale Lenin, Stadio Dinamo | 7° in Pervaja Gruppa A                |
| Dinamo Kiev              | dettagli | RSS Ucraina    | Kiev           | Stadio Centrale                      | 9° in Pervaja Gruppa A                |
| Dinamo Minsk             | dettagli | RSS Bielorussa | Minsk          | Stadio Dinamo                        | 3° in Pervaja Gruppa A                |
| Dinamo Mosca             | dettagli | RSFS Russa     | Mosca          | Stadio Dinamo                        | Campione dell'Unione Sovietica        |
| Dinamo Tbilisi           | dettagli | RSS Georgiana  | Tbilisi        | Stadio Dinamo                        | 5° in Pervaja Gruppa A                |
| Kryl'ja Sovetov Kujbyšev | dettagli | RSFS Russa     | Kujbyšev       | Stadio Dinamo                        | 15° in Pervaja Gruppa A               |
| Moldova Chișinău         | dettagli | RSS Moldava    | Kishinev       | Stadio Repubblicano                  | 13° in Pervaja Gruppa A               |
| Neftyanik Baku           | dettagli | RSS Azera      | Baku           | Stadio Lenin                         | 8° in Pervaja Gruppa A                |
| Qairat                   | dettagli | RSS Kazaka     | Alma-Ata       | Stadio Centrale                      | 14° in Pervaja Gruppa A               |
| Šachtër Donec'k          | dettagli | RSS Ucraina    | Doneck         | Stadio Šachtar                       | 11° in Pervaja Gruppa A               |
| SKA Rostov               | dettagli | RSFS Russa     | Rostov sul Don | Stadio Rostselmash                   | 4° in Pervaja Gruppa A                |
| Šinnik                   | dettagli | RSFS Russa     | Jaroslavl'     | Stadio di fabbrica di pneumatici     | 1° in Vtoraja Gruppa A 1963, promosso |
| Spartak Mosca            | dettagli | RSFS Russa     | Mosca          | Stadio Centrale Lenin                | 2° in Pervaja Gruppa A                |
| T'orp'edo Kutaisi        | dettagli | RSS Georgiana  | Kutaisi        | Stadio Centrale                      | 12° in Pervaja Gruppa A               |
| Torpedo Mosca            | dettagli | RSFS Russa     | Mosca          | Stadio Centrale Lenin, Stadio Dinamo | 10° in Pervaja Gruppa A               |
| Volga Gor'kij            | dettagli | RSFS Russa     | Gorkij         | Stadio Lokomotiv                     | 2° in Vtoraja Gruppa A 1963, promosso |
| Zenit Leningrado         | dettagli | RSFS Russa     | Leningrado     | Stadio Kirov                         | 6° in Pervaja Gruppa A                |

## Classifica finale
|                             | Pos. | Squadra                  | Pt | G  | V  | N  | P  | GF | GS | DR  |
| --------------------------- | ---- | ------------------------ | -- | -- | -- | -- | -- | -- | -- | --- |
| Unione Sovietica (bandiera) | 1.   | Dinamo Tbilisi           | 46 | 32 | 18 | 10 | 4  | 48 | 30 | +18 |
|                             | 2.   | Torpedo Mosca            | 46 | 32 | 19 | 8  | 5  | 52 | 19 | +33 |
|                             | 3.   | CSKA Mosca               | 43 | 32 | 16 | 11 | 5  | 49 | 23 | +16 |
|                             | 4.   | SKA Rostov               | 38 | 32 | 16 | 6  | 10 | 40 | 28 | +12 |
|                             | 5.   | Šachtër Donec'k          | 37 | 32 | 13 | 11 | 8  | 35 | 26 | +9  |
|                             | 6.   | Dinamo Kiev              | 36 | 32 | 10 | 16 | 6  | 42 | 29 | +13 |
|                             | 7.   | Dinamo Mosca             | 34 | 32 | 12 | 10 | 10 | 33 | 31 | +2  |
|                             | 8.   | Spartak Mosca            | 32 | 32 | 12 | 8  | 12 | 34 | 32 | +2  |
|                             | 9.   | Dinamo Minsk             | 31 | 32 | 7  | 17 | 8  | 24 | 21 | +3  |
|                             | 10.  | Kryl'ja Sovetov Kujbyšev | 28 | 32 | 7  | 14 | 11 | 24 | 35 | −11 |
|                             | 11.  | Zenit Leningrado         | 27 | 32 | 9  | 9  | 14 | 30 | 35 | −5  |
|                             | 12.  | Neftyanik Baku           | 27 | 32 | 8  | 11 | 13 | 25 | 30 | −5  |
|                             | 13.  | T'orp'edo Kutaisi        | 27 | 32 | 10 | 7  | 15 | 20 | 37 | −17 |
|                             | 14.  | Volga Gor'kij            | 27 | 32 | 7  | 13 | 12 | 19 | 38 | −19 |
|                             | 15.  | Qairat                   | 26 | 32 | 8  | 10 | 14 | 23 | 27 | −4  |
|                             | 16.  | Šinnik                   | 21 | 32 | 6  | 9  | 17 | 20 | 48 | −28 |
|                             | 17.  | Moldova Chișinău         | 18 | 32 | 6  | 6  | 20 | 15 | 44 | −29 |

### Spareggio per il titolo
| Arbitro: | Rubenis (Riga) |

|                                                         |           |                 |
| Datunashvili 73’, 92’ Meskhi 102’ Metreveli 107’ (rig.) | Marcatori | 56’ Shcherbakov |

### Spareggio per il 13º posto
| Arbitro: | Härms (Tallinn) |

|                                                      |           |                           |
| Kherkhadze 6’ Khazhaliya 55’ Chkhartishvili 56’, 66’ | Marcatori | 54’ (rig.), 88’ Mikhaylov |

### Verdetti
- Dinamo Tbilisi Campione dell'Unione Sovietica 1964.
- Dinamo Kiev ammesso alla Coppa delle Coppe 1965-1966 come vincitore della Coppa dell'URSS.
- Volga Gorky, Kairat Almaty, Shinnik Yaroslavl e Moldova Chişinău retrocesse in Vtoraja Gruppa A 1965.

## Risultati
|                          | DTB | TOM | CSK | SKA | SAS | DKI | DMO | SPM | DMI | KSK | ZEL | NEB | TOK | VOG | QAY | SIN  | MOC |
| Dinamo Tbilisi           |     | 3-1 | 3-0 | 2-1 | 2-1 | 2-1 | 2-1 | 1-0 | 3-1 | 1-1 | 2-0 | 4-3 | 1-0 | 2-0 | 2-2 | 3-1  | 1-0 |
| Torpedo Mosca            | 1-1 |     | 1-0 | 0-0 | 0-0 | 1-1 | 0-0 | 5-0 | 1-0 | 2-0 | 2-0 | 1-0 | 1-1 | 1-0 | 1-0 | 3-1  | 3-0 |
| CSKA Mosca               | 4-1 | 2-1 |     | 1-0 | 0-2 | 1-2 | 1-1 | 2-0 | 0-0 | 4-2 | 0-0 | 0-0 | 4-0 | 5-2 | 2-0 | 10-2 | 1-0 |
| SKA Rostov               | 1-2 | 0-2 | 1-0 |     | 1-0 | 2-2 | 2-1 | 0-1 | 1-1 | 2-0 | 2-1 | 1-1 | 7-0 | 0-1 | 1-0 | 2-0  | 1-0 |
| Šachtër Donec'k          | 2-1 | 0-0 | 0-0 | 1-2 |     | 0-0 | 1-2 | 3-0 | 0-5 | 3-0 | 2-1 | 1-0 | 3-0 | 2-0 | 1-1 | 2-0  | 1-0 |
| Dinamo Kiev              | 1-1 | 1-2 | 1-1 | 0-1 | 1-1 |     | 2-1 | 2-2 | 1-0 | 0-0 | 1-0 | 1-1 | 3-0 | 1-1 | 3-1 | 2-0  | 4-1 |
| Dinamo Mosca             | 3-1 | 2-1 | 1-2 | 3-2 | 2-0 | 1-1 |     | 2-1 | 2-1 | 1-0 | 0-1 | 1-1 | 0-2 | 0-1 | 0-0 | 1-0  | 2-1 |
| Spartak Mosca            | 0-1 | 0-1 | 0-1 | 0-1 | 1-1 | 1-1 | 1-0 |     | 0-0 | 2-1 | 2-1 | 2-2 | 0-0 | 0-0 | 0-2 | 1-0  | 2-1 |
| Dinamo Minsk             | 0-0 | 0-3 | 0-0 | 2-0 | 0-0 | 1-1 | 0-0 | 1-0 |     | 0-0 | 1-1 | 0-2 | 0-0 | 0-1 | 1-0 | 1-1  | 4-0 |
| Kryl'ja Sovetov Kujbyšev | 3-3 | 0-4 | 0-0 | 0-1 | 0-0 | 1-1 | 4-0 | 1-0 | 0-0 |     | 2-1 | 0-0 | 0-0 | 1-1 | 0-2 | 1-0  | 3-1 |
| Zenit Leningrado         | 0-0 | 0-4 | 0-2 | 2-0 | 1-1 | 1-0 | 0-0 | 0-4 | 1-1 | 4-1 |     | 1-0 | 0-1 | 0-0 | 1-0 | 4-0  | 3-0 |
| Neftyanik Baku           | 0-1 | 3-1 | 1-1 | 0-1 | 3-1 | 1-0 | 0-1 | 0-4 | 0-2 | 0-0 | 2-1 |     | 2-0 | 1-0 | 0-0 | 0-0  | 2-0 |
| Torpedo Kutaisi          | 1-1 | 1-0 | 0-1 | 4-1 | 0-1 | 0-0 | 1-0 | 0-3 | 0-1 | 0-0 | 0-2 | 1-0 |     | 3-0 | 2-0 | 0-2  | 2-0 |
| Volga Gor'kij            | 0-0 | 1-1 | 0-1 | 0-4 | 0-1 | 0-3 | 2-2 | 1-4 | 1-1 | 1-1 | 0-0 | 0-0 | 1-0 |     | 1-0 | 3-2  | 1-0 |
| Qaýrat                   | 0-0 | 1-2 | 1-1 | 0-0 | 2-2 | 1-0 | 0-0 | 0-1 | 2-0 | 0-1 | 2-2 | 1-0 | 2-0 | 2-0 |     | 0-1  | 1-0 |
| Šinnik                   | 0-1 | 1-4 | 1-2 | 1-1 | 0-2 | 2-2 | 0-0 | 0-1 | 0-0 | 0-1 | 1-0 | 1-0 | 1-0 | 0-0 | 1-0 |      | 1-1 |
| Moldova Chișinău         | 1-0 | 0-2 | 0-0 | 0-1 | 1-0 | 1-3 | 0-3 | 1-1 | 0-0 | 1-0 | 2-1 | 2-0 | 0-1 | 0-0 | 1-0 | 0-0  |     |
| ------------------------ | --- | --- | --- | --- | --- | --- | --- | --- | --- | --- | --- | --- | --- | --- | --- | ---- | --- |

## Statistiche

### Classifica cannonieri
| Gol |  |  | Giocatore               | Squadra           |
| --- |  |  | ----------------------- | ----------------- |
| 16  |  |  | Vladimir Fedotov        | CSKA Mosca        |
| 15  |  |  | Viktor Kanjevskij       | Dinamo Kiev       |
| 14  |  |  | Valentin Ivanov         | Torpedo Mosca     |
| 13  |  |  | Ilia Datunashvili       | Dinamo Tbilisi    |
| 12  |  |  | Slava Metreveli         | Dinamo Tbilisi    |
| 10  |  |  | Oleg Kopaev             | SKA Rostov        |
| 10  |  |  | Eduard Malafeev         | Dinamo Minsk      |
| 10  |  |  | Viktor Ponedel'nik      | SKA Rostov        |
| 10  |  |  | Oleg Sergeev            | Torpedo Mosca     |
| 9   |  |  | Jurij Ananchenko        | Šachtër Donec'k   |
| 9   |  |  | Vladimir Barkaja        | Dinamo Tbilisi    |
| 9   |  |  | Igor' Čislenko          | Dinamo Mosca      |
| 9   |  |  | Valerian Chkhartishvili | T'orp'edo Kutaisi |
| 9   |  |  | Boris Kazakov           | CSKA Mosca        |